# 沙尔凯赖斯图尔
沙尔凯赖斯图尔，是匈牙利费耶尔州所辖的一个村。总面积46.75平方公里，总人口2581，人口密度55.2人/平方公里（2011年1月1日）。